# Herweger Schleifkotten
Der Herweger Schleifkotten ist ein ehemaliger Schleifkotten und ein Ortsteil von Halver im Märkischen Kreis im Regierungsbezirk Arnsberg in Nordrhein-Westfalen (Deutschland).

## Lage und Beschreibung
Der Herweger Schleifkotten und die weiteren heute zu der Siedlung gehörenden Gebäude liegen östlich des Halveraner Hauptortes auf 330 m ü. NHN im Tal der Schlemme. Der Ort liegt an einer Nebenstraße, die bei Schröders Herweg und Ehringhausen von der Landesstraße 892 abzweigt und auch Im Wiebusch und Grund anbindet.  Weitere Nachbarorte sind Mittelherweg, Schlemme, Schmidtsiepen, Stichterweide und Sticht.
Durch den Ort verläuft der von der Schleifkottenbahn GmbH betriebene Streckenabschnitt der Wuppertalbahn. Auch der Bahnhof Ehringausen an der Bahnstrecke befand sich am östlichen Rand des Ortes. Die Schleifkottenbahn gab sich aufgrund des Herweger Schleifkottens ihren Namen.

## Geschichte
Der  Herweger Schleifkotten wurde 1818 als ein Abspliss von Niederherweg erbaut.
1838 gehörte der Ort als Schleifkotten der Ehringhauser Bauerschaft innerhalb der Bürgermeisterei Halver an. Der laut der Ortschafts- und Entfernungs-Tabelle des Regierungs-Bezirks Arnsberg als Kotten kategorisierte Ort besaß zu dieser Zeit ein Wohnhaus und ein landwirtschaftliches Gebäude. Zu dieser Zeit lebten fünf Einwohner im Ort, allesamt evangelischen Glaubens.
Das Gemeindelexikon für die Provinz Westfalen von 1887 gibt eine Zahl von fünf Einwohnern an, die in einem Wohnhaus lebten.